# Torremocha de Jarama
Torremocha de Jarama er en by og kommune i det centrale Spanien i Madrid-regionen. Den har et indbyggertal på 1.132 (2024) indbyggere.